# Fernando de Noroña
El archipiélago de Fernando de Noroña (en portugués: Arquipélago de Fernando de Noronha) es un conjunto de islas volcánicas pertenecientes al estado de Pernambuco, en Brasil. Se encuentra en el océano Atlántico, a 710 km de Fortaleza (capital de Ceará), 360 km de Natal (capital de Río Grande del Norte), y a 545 km de Recife (capital de Pernambuco).
El archipiélago tiene 26 km² en total y está formado por 21 islas de las cuales solo está habitada la mayor de ellas (que tiene 17 km²), y la cual lleva el mismo nombre que el archipiélago. El resto han sido declaradas parque nacional Marino por el gobierno del país, y por lo tanto está prohibida la presencia humana en ellas, salvo para fines de investigación científica. Su localización es 3° 50′ S, 32° 24′ W. En 2001, el archipiélago fue declarado Patrimonio de la Humanidad por la Unesco.
Junto con el atolón de las Rocas y Abrojos, es considerado uno de los mejores puntos de buceo de Brasil, por lo que muchos ecoturistas viajan al archipiélago exclusivamente para bucear. Hasta hace 15 años la infraestructura para el turismo era muy básica, consistente en posadas familiares, y pocos restaurantes; pero en los últimos años han mejorado mucho sus servicios y han surgido nuevas posadas para turistas más exigentes. Sin embargo, los turistas que van a "Noroña" (como es comúnmente llamado) no buscan centros nocturnos ni grandes hoteles, sino que están dispuestos a tener un poco de incomodidades con tal de disfrutar de la naturaleza única del archipiélago, comparable a bucear en el mar Caribe o las Islas Maldivas.

## Historia

### Colonización
Por su localización, este archipiélago fue quizás uno de los primeros lugares del Nuevo Mundo en ser descubiertos por navegantes europeos en el hemisferio sur. En el mapa más antiguo de Brasil (planisferio de Cantino, de 1502) el archipiélago ya aparece, con el nombre de Sāo Joāo da Quaresma (San Juan de la Cuaresma). El primer hombre cuyo desembarco en las islas haya sido documentado, fue Américo Vespucio, en 1503. Al año siguiente, el archipiélago fue donado al hidalgo Fernando de Noroña, quien financió la expedición de Vespucio. Fernando de Noroña fue tomada por franceses (1556, 1558, 1612 y 1736) e ingleses (1577), hasta que pasó a manos de las Provincias Unidas de los Países Bajos en (1628-1630) y (1635-1654) arrendado por 19 años por Michel de Pavw (de ahí el nombre en neerlandés del archipiélago: Pavonia). En 1654, los neerlandeses perdieron Recife a manos de Portugal, y Fernando de Noroña pasó a ser dominio lusitano.
Tras la firma del Tratado de Utrecht en el siglo XVIII, la Corona portuguesa comenzó a poblar al archipiélago de manera planeada, y así Fernando de Noroña comenzó una etapa de mayor desarrollo con el establecimiento de villas permanentes. Destaca Vila dos Remédios (Villa de los Remedios), cuya fortaleza comenzó a ser construida en 1737, y que se completó 41 años más tarde.

### Etapa presidiaria
La Vila dos Remédios fue concebida desde el principio como una colonia correccional, a donde llegarían presos comunes llegados de Pernambuco. A ellos se les unieron todos los gitanos del país, que fueron expulsados de Brasil en 1739 y también quienes eran apresados por practicar capoeira, luchadores pertenecientes a las maltas (grupos criminales). El presidio común de Fernando de Noroña funcionó durante 201 años.
En 1832, Charles Darwin visitó el archipiélago, como escala en su famosa expedición a bordo del HMS Beagle. Posteriormente, la localización estratégica del archipiélago lo hizo ser escala para varias actividades: en 1898, Noroña sirvió como escala entre Brasil y África, para el tendido del cable telegráfico transoceánico. Entre 1927 y 1934, sirvió de apoyo a las travesías de los hidroplanos de Aéropostàle (línea aérea francesa).

### Segunda Guerra Mundial
En 1938, el presidio común fue transformado en presidio político, donde solamente los reos del Estado Novo comenzaron a ser enviados al archipiélago. Los presos políticos tenían un nivel académico superior al del reo común, y la vida en la isla inmediatamente les resultó difícil de sobrellevar. Entonces florecieron las actividades artísticas entre la comunidad, donde los presos invertían la mayor parte de su tiempo de descanso. Destacó el grupo teatral Teatro Aranha, comandado por Agildo Barata Ribeiro.
Esta situación tuvo una corta duración, pues el archipiélago fue transformado en Territorio Federal con la entrada de Brasil a la Segunda Guerra Mundial, en 1942.
Fernando de Noroña sirvió hasta el final de la guerra como la principal base militar de Brasil en el océano Atlántico. La guerra transformó totalmente a la isla mayor, ya que las edificaciones fueron reformadas para albergar a los tres mil militares estacionados allí, se construyó una segunda pista de aterrizaje, y fue instalado equipo bélico como baterías antiaéreas, cuyos restos permanecen conservados para el turismo en Vila dos Remédios. También se construyeron un hospital, una planta de energía eléctrica, un nuevo muelle y un cine al aire libre. Trescientos soldados estadounidenses reforzaron a los brasileños, y se construyeron casas prefabricadas para albergarlos. Además de servir como base de defensa y de abastecimiento, Noroña sirvió como punto de partida para las tropas brasileñas que invadieron Italia.

### Posguerra ysigloXXI
Al terminar la guerra, el archipiélago siguió siendo considerado Territorio Federal. La población civil comenzó a aumentar paulatinamente, y el desarrollo de la infraestructura se reactivó. Se construyó la autopista federal BR-363, la segunda más corta del país llamada TransNoroña, que atraviesa la isla mayor. En 1988, Noroña fue reintegrado al estado de Pernambuco. Y ha iniciado su despliegue como centro turístico y de recreación.
A contar del 1 de junio de 2009 el archipiélago ha sido utilizado como base de las operaciones de búsqueda de los restos del Vuelo 447 de Air France, que se accidentó mientras efectuaba la ruta Río de Janeiro - París, provocando la desaparición de 228 personas (se consideran desaparecidos mientras no aparezcan cuerpos o restos del avión caído en el océano Atlántico).
Para el 13 de junio de 2009, ya se han encontrado restos de lo que era el avión siniestrado, además de algunos objetos que pertenecían a los pasajeros y los cadáveres de unas 50 personas que ya fueron rescatados.

## Islas principales

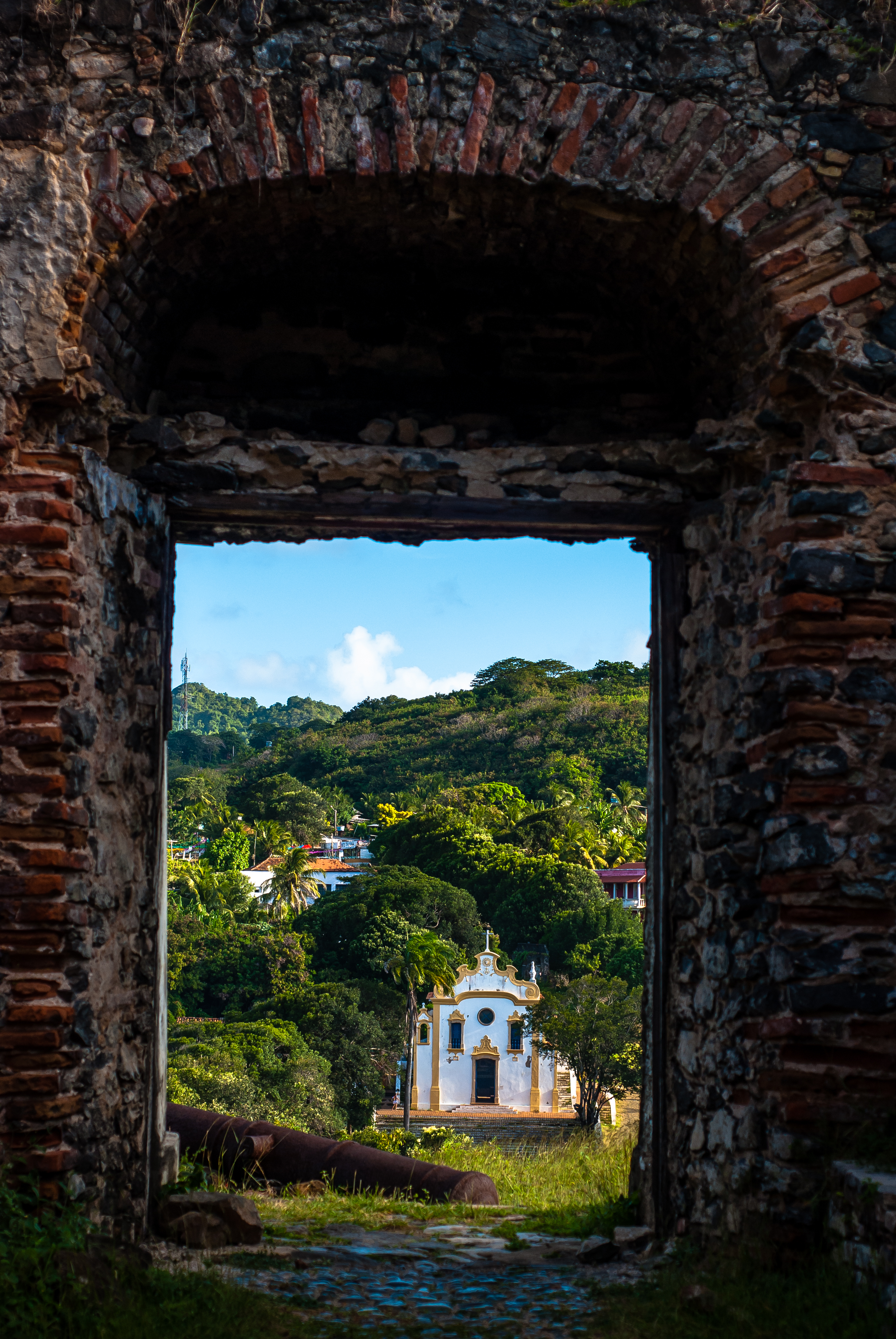
Iglesia de Nuestra Señora de los Remedios vistas desde el Fuerte de los Remedios

| N     | Nombre                              | Superficie |
| ----- | ----------------------------------- | ---------- |
| 1     | Fernando de Noroña                  | 18 km²     |
| 2     | Isla Rata                           | 4,8 km²    |
| 3     | Isla do meio                        | -          |
| 4     | Isla Rasa                           | -          |
| 5     | Isla Sela Gineta                    | -          |
| 6     | Isla São José                       | -          |
| 7     | Isla Cuscuz                         | -          |
| 8     | Isla Viuvinha                       | -          |
| 9     | Isla Chapéu do nordeste             | -          |
| 10    | Morro de fora                       | -          |
| 11    | Dois irmãos                         | -          |
| 12    | Morro da viúva                      | -          |
| 13    | Isla do leão                        | -          |
| 14    | Chapeu da sueste                    | -          |
| 15    | Isla cabeluda                       | -          |
| 16    | Isla dos ovos                       | -          |
| 17    | Isla do frade                       | -          |
| 18-21 | Varios conjuntos rocosos sin nombre | -          |

## Clima
| Parámetros climáticos promedio de Fernando de Noroña (1961-1990) | Parámetros climáticos promedio de Fernando de Noroña (1961-1990) | Parámetros climáticos promedio de Fernando de Noroña (1961-1990) | Parámetros climáticos promedio de Fernando de Noroña (1961-1990) | Parámetros climáticos promedio de Fernando de Noroña (1961-1990) | Parámetros climáticos promedio de Fernando de Noroña (1961-1990) | Parámetros climáticos promedio de Fernando de Noroña (1961-1990) | Parámetros climáticos promedio de Fernando de Noroña (1961-1990) | Parámetros climáticos promedio de Fernando de Noroña (1961-1990) | Parámetros climáticos promedio de Fernando de Noroña (1961-1990) | Parámetros climáticos promedio de Fernando de Noroña (1961-1990) | Parámetros climáticos promedio de Fernando de Noroña (1961-1990) | Parámetros climáticos promedio de Fernando de Noroña (1961-1990) | Parámetros climáticos promedio de Fernando de Noroña (1961-1990) |
| Mes                                                              | Ene.                                                             | Feb.                                                             | Mar.                                                             | Abr.                                                             | May.                                                             | Jun.                                                             | Jul.                                                             | Ago.                                                             | Sep.                                                             | Oct.                                                             | Nov.                                                             | Dic.                                                             | Anual                                                            |
| ---------------------------------------------------------------- | ---------------------------------------------------------------- | ---------------------------------------------------------------- | ---------------------------------------------------------------- | ---------------------------------------------------------------- | ---------------------------------------------------------------- | ---------------------------------------------------------------- | ---------------------------------------------------------------- | ---------------------------------------------------------------- | ---------------------------------------------------------------- | ---------------------------------------------------------------- | ---------------------------------------------------------------- | ---------------------------------------------------------------- | ---------------------------------------------------------------- |
| Temp. máx. media (°C)                                            | 29.8                                                             | 30                                                               | 29.7                                                             | 29.6                                                             | 29.2                                                             | 28.7                                                             | 28.1                                                             | 28.1                                                             | 28.7                                                             | 29.1                                                             | 29.5                                                             | 29.8                                                             | 29.2                                                             |
| Temp. media (°C)                                                 | 27                                                               | 27.1                                                             | 26.9                                                             | 26.7                                                             | 26.6                                                             | 26.2                                                             | 25.7                                                             | 25.7                                                             | 26                                                               | 26.3                                                             | 26.6                                                             | 27                                                               | 26.5                                                             |
| Temp. mín. media (°C)                                            | 24.9                                                             | 24.8                                                             | 24.6                                                             | 24.5                                                             | 24.5                                                             | 24.2                                                             | 23.8                                                             | 23.8                                                             | 24.1                                                             | 24.4                                                             | 24.6                                                             | 24.9                                                             | 24.4                                                             |
| Precipitación total (mm)                                         | 63.1                                                             | 110.6                                                            | 263.6                                                            | 290.3                                                            | 280.3                                                            | 190.2                                                            | 122                                                              | 37                                                               | 18.5                                                             | 12                                                               | 13                                                               | 17.8                                                             | 1418.4                                                           |
| Horas de sol                                                     | 250.6                                                            | 209.3                                                            | 189.5                                                            | 238.8                                                            | 208.4                                                            | 222.5                                                            | 224.7                                                            | 260.2                                                            | 265                                                              | 285.3                                                            | 281.5                                                            | 271.2                                                            | 2907                                                             |
| Fuente: Climate Charts/NOAA.                                     |                                                                  |                                                                  |                                                                  |                                                                  |                                                                  |                                                                  |                                                                  |                                                                  |                                                                  |                                                                  |                                                                  |                                                                  |                                                                  |

## Aeropuerto
En la isla principal del archipiélago se encuentra un pequeño aeropuerto construido en 1934 que recibe vuelos nacionales desde diversas ciudades brasileñas, con una pista de 1840 metros (6.037 pies) y ubicado en la coordenadas siguientes: 3°51′S 32°25′O / -3.850, -32.417, estas instalaciones poseen un terminal de pasajeros pequeño y son administradas por el gobierno del estado de Pernambuco.

## Fauna
El Noronha escinco es una de las especies de reptil más extendidas y simbólicas de toda la isla. 

## Proyecto TAMAR
Fundado a principios de la década de 1980, el Proyecto TAMAR surgió con el objetivo de proteger especies de tortugas gigantes amenazadas de extinción en la costa brasileña. Hay conferencias gratuitas sobre la preservación del medio ambiente todos los días. Algunas playas de Fernando de Noroña se utilizan como espacio de desove y liberación de tortugas marinas, que utilizan la arena para hacer sus nidos y depositar sus huevos.
Los biólogos salen a capturar y marcar tortugas y permiten a los turistas monitorear este trabajo de forma gratuita.

## Economía
El archipiélago de Fernando de Noroña tuvo en 2015 un producto interior bruto (PIB) de 98.593,63 mil reales y un PIB per cápita de 33.649,70 reales. El Índice de Desarrollo Humano (IDH) del distrito estatal se calculó en 0,788 (PNUD/2010). Hay dos sucursales bancarias en el archipiélago, una del Banco Santander y otra del Banco Bradesco, así como un Banco Postal (Banco do Brasil) en la oficina de correos de Vila dos Remédios.

### Turismo

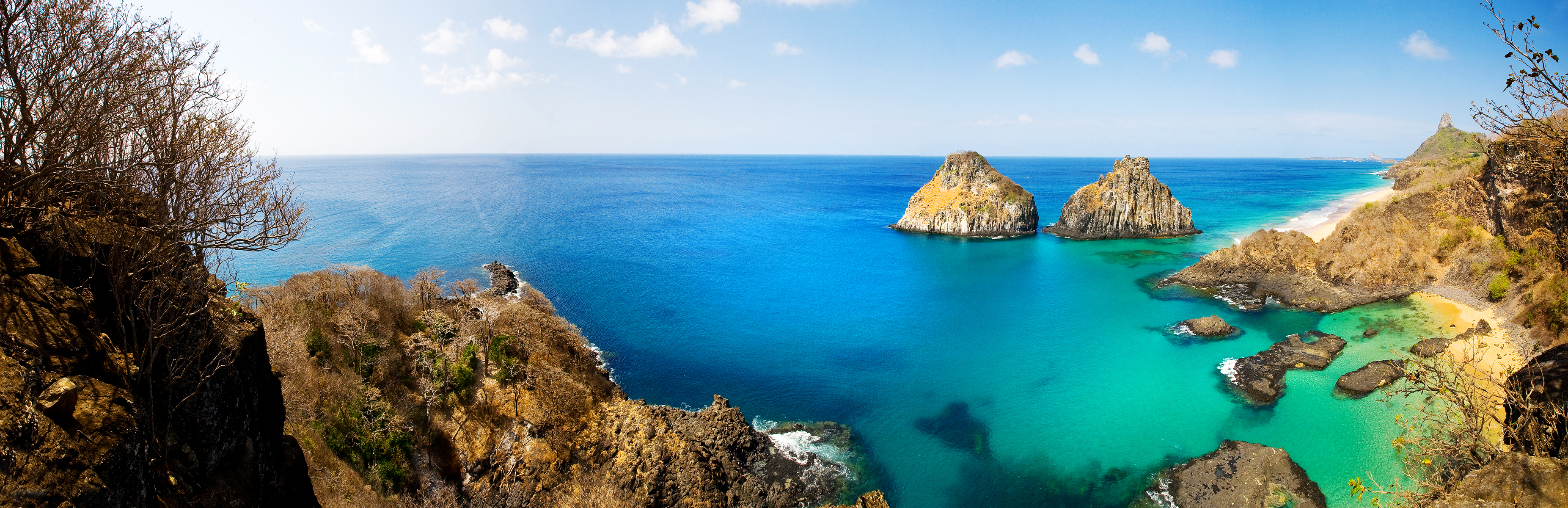
Bahía dos Porcos (Bahía de los Puercos)

Las playas de Fernando de Noroña se promocionan para el turismo y el buceo recreativo. Debido a la Corriente Ecuatorial del Sur, que empuja el agua cálida de África a las islas, el buceo a profundidades de 30 a 40 metros no requiere un traje de neopreno. La visibilidad bajo el agua puede alcanzar los 50 metros.
Cerca de la isla principal existe la posibilidad de realizar una inmersión avanzada y visitar la Corveta Ipiranga, que se encuentra a 62 metros de profundidad, después de haber sido hundida en ese punto intencionadamente, tras un accidente de navegación.
Las islas cuentan con tres operadores de buceo, que ofrecen diferentes niveles de calidad de servicio. Además, el archipiélago cuenta con puntos interesantes para el buceo libre, como la piscina natural de Atalaia, el pecio de Porto de Santo Antônio, la losa de Boldró, entre otros. El archipiélago cuenta con una vida marina diversificada, es habitual observar varias especies de peces de arrecife, tortugas y eventualmente, tiburones y delfines.
En 2023, fue escogida entre las 30 islas más atractivas en el mundo, según la comunidad de lectores de Condé Nast Travelers.

### Atracciones turísticas

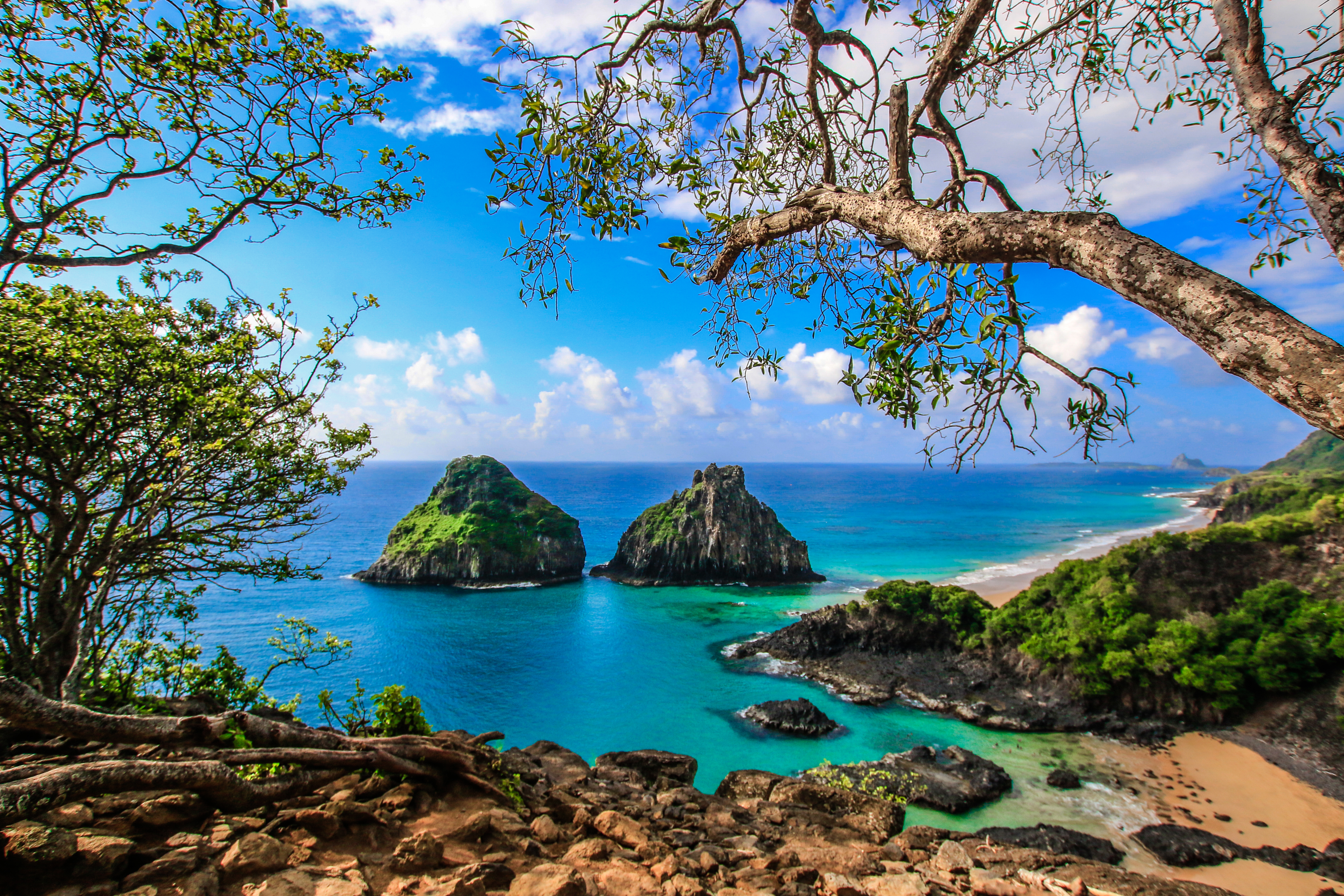
Vista de Dois Irmãos (Dos Hermanos), Fernando de Noroña

- Fuerte de Nossa Senhora dos Remedios
- Fuerte de la playa de Atalaia
- Iglesia de Nossa Senhora dos Remedios
- La colina de los dos hermanos
- Palacio de San Miguel
- Reducto de Nossa Senhora da Conceição
- Reducto de Santa Cruz do Morro do Pico
- Reducto de Santana
- Reducto de San Antonio
- Reducto de San Juan Bautista
- Reducto de San Joaquín
- Reducto de San José de la Colina
- Reducto de la Playa de San Pedro de Boldró
- Reducto de Bom Jesús

## Utopía
Utopía es un término inventado por Tomás Moro y es también el título de uno de sus escritos que apareció en 1516. Según la versión de varios historiadores, Moro se fascinó por las narraciones extraordinarias de Américo Vespucio sobre la recién avistada isla de Fernando de Noroña. Moro decidió entonces escribir sobre un lugar bello, nuevo y puro donde existiría una sociedad perfecta y comunal. En el libro, Fernando de Noroña sería entonces el lugar perfecto de la primera Utopía.

## Cultura

### Medios de Comunicación
Fernando de Noroña cuenta con dos medios de comunicación local: TV Golfinho canal 11 (Golfinho quiere decir Delfín), afiliado a TV Cultura, y FM Noronha 96.9 MHz. Las estaciones son las únicas que llevan diariamente contenido local a los isleños, y llegaron en 1982, habiendo sido el primer medio para que la población de la isla vea televisión y escuche la radio.

### Deportes
Fernando de Noroña es, sin duda, uno de los mejores lugares de Brasil para la práctica del surf, y sus olas tubulares y cristalinas atraen a los surfistas a playas como Cacimba do Padre, Boldró, Cachorro, entre otras. Además, en Fernando de Noroña se realiza la práctica de otros deportes, entre ellos fútbol, voleibol, fútbol sala y fútbol playa. Tiene competencias en las cuatro categorías, denominadas Copa Noronha, siendo la Copa Noroña de Fútbol, la Copa Noroña de Voleibol, la Copa Noroña de Futsal y la Copa Noroña de Fútbol Playa, respectivamente. También está la Noronha Football Masters Cup, para jugadores mayores de 30 años. Todas las competiciones son organizadas por el Consejo de Deportes de Fernando de Noroña (Conselho de Esportes de Fernando de Noronha), el sector deportivo del gobierno del distrito.

## Galería de imágenes

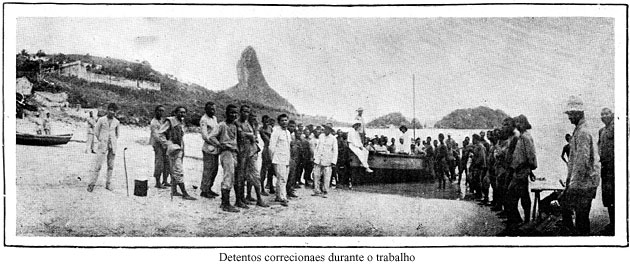
Presidiarios del Correccional durante el trabajo forzoso
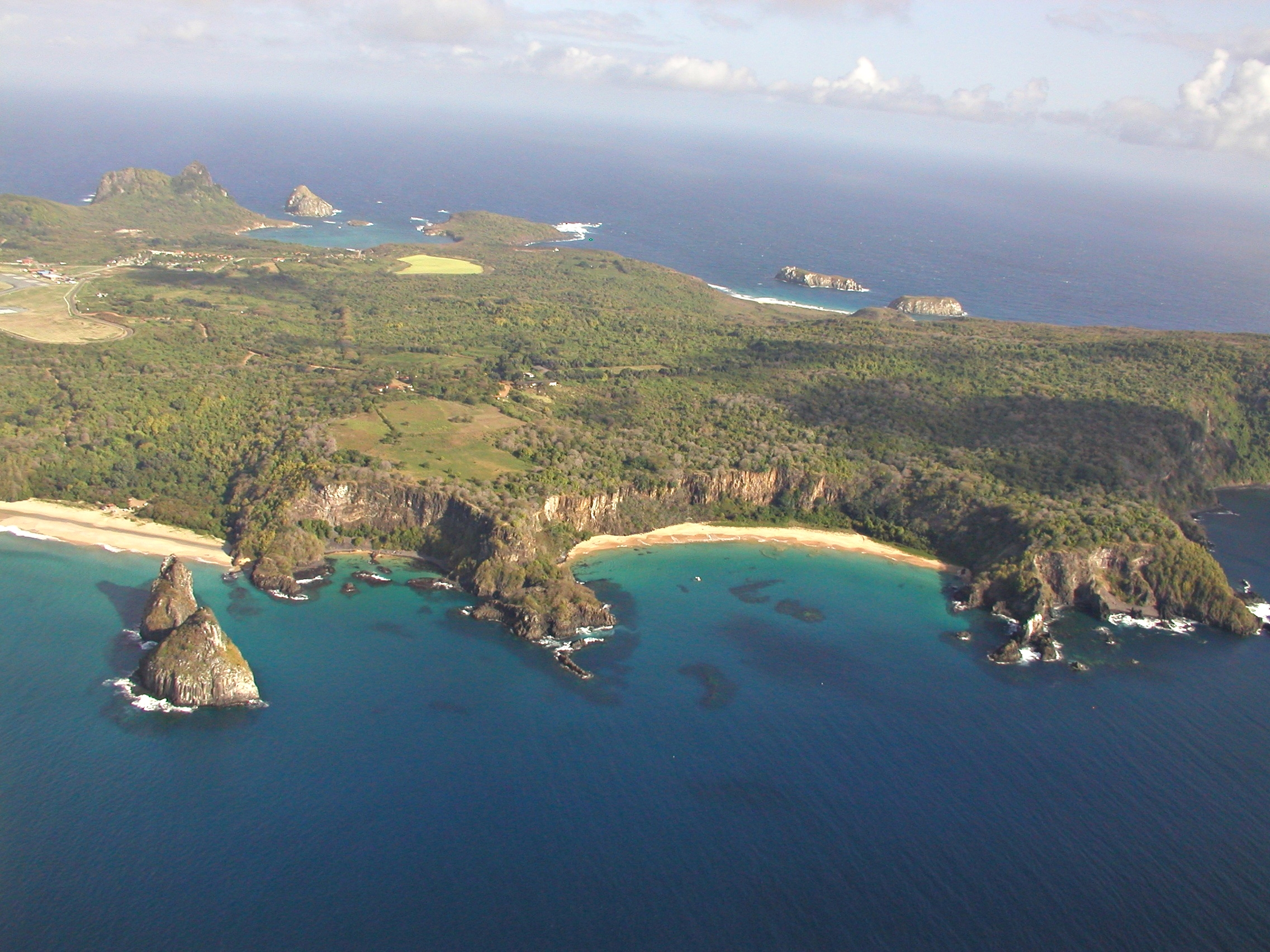
Fotografía aérea de Playa Sancho
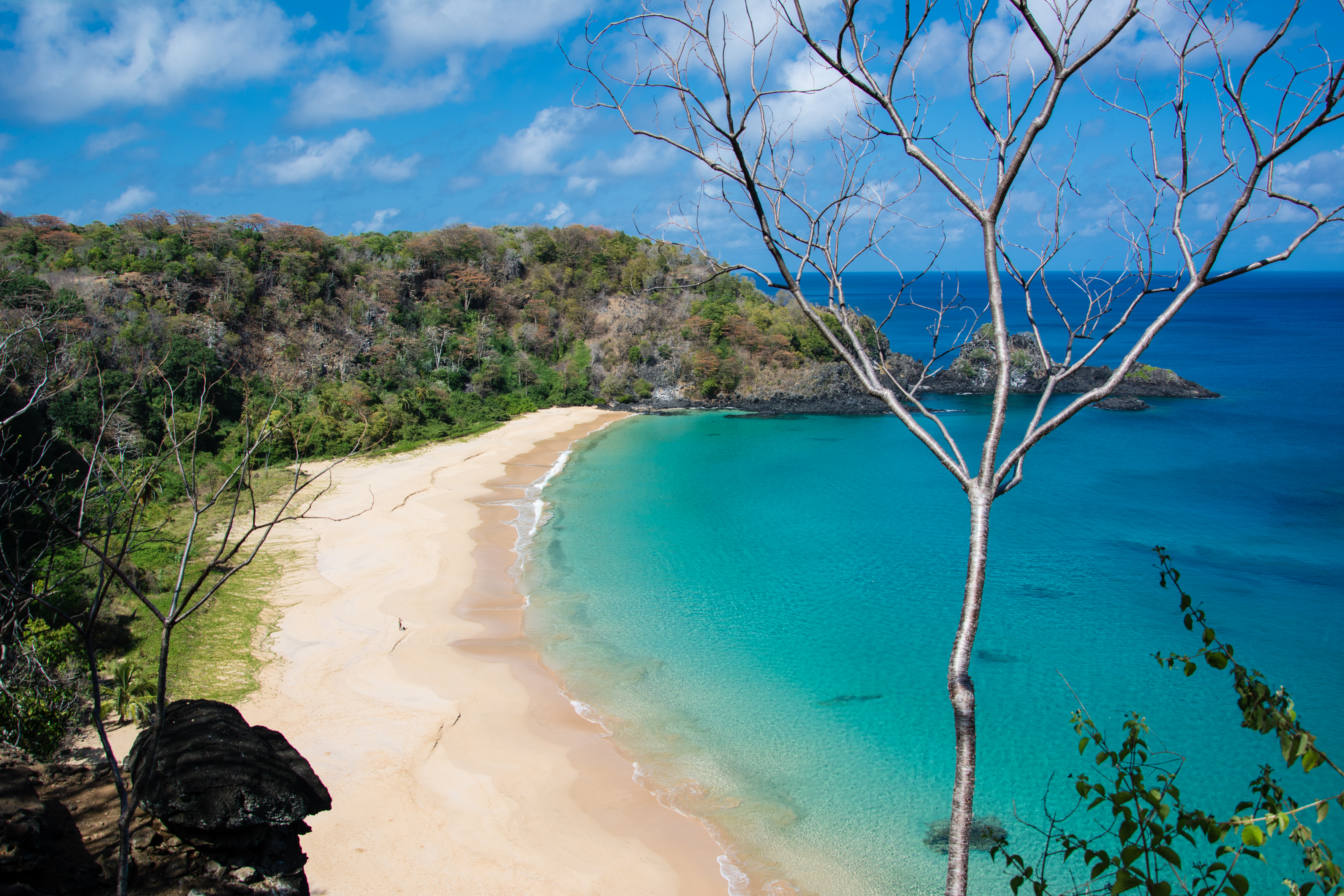
Playa Sancho
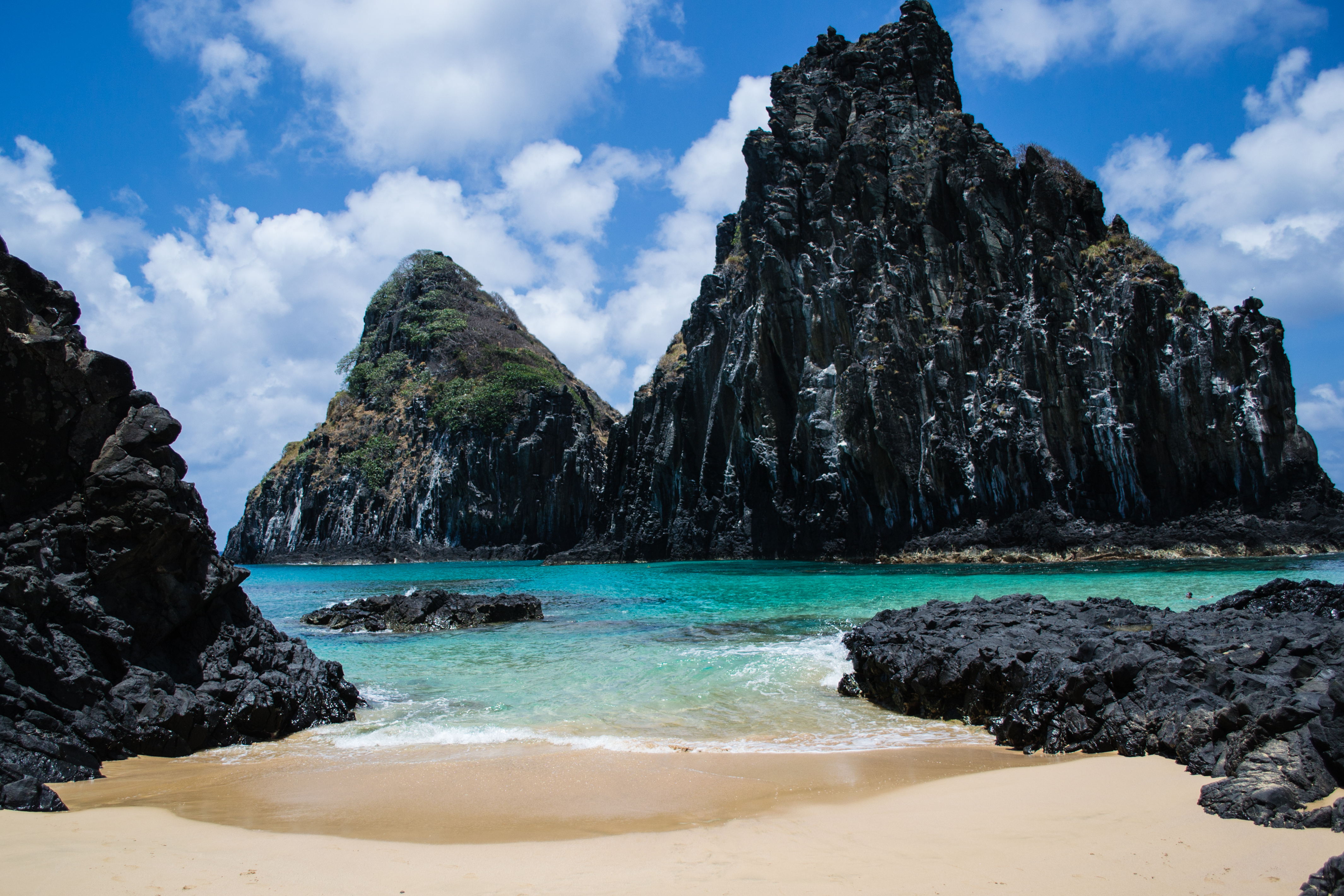
Cacimba do Padre
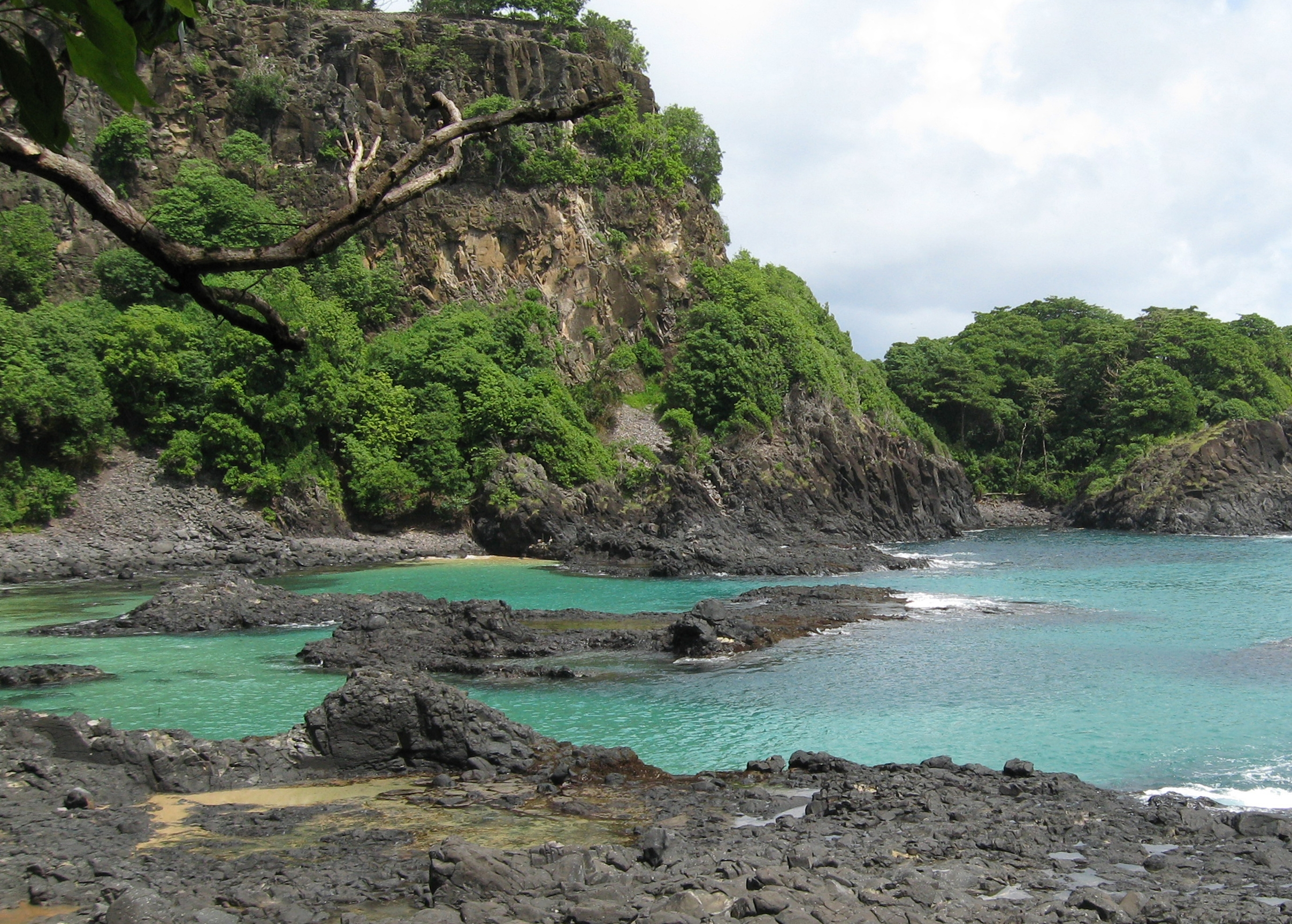
Fernando de Noroña - Pernambuco - Brasil
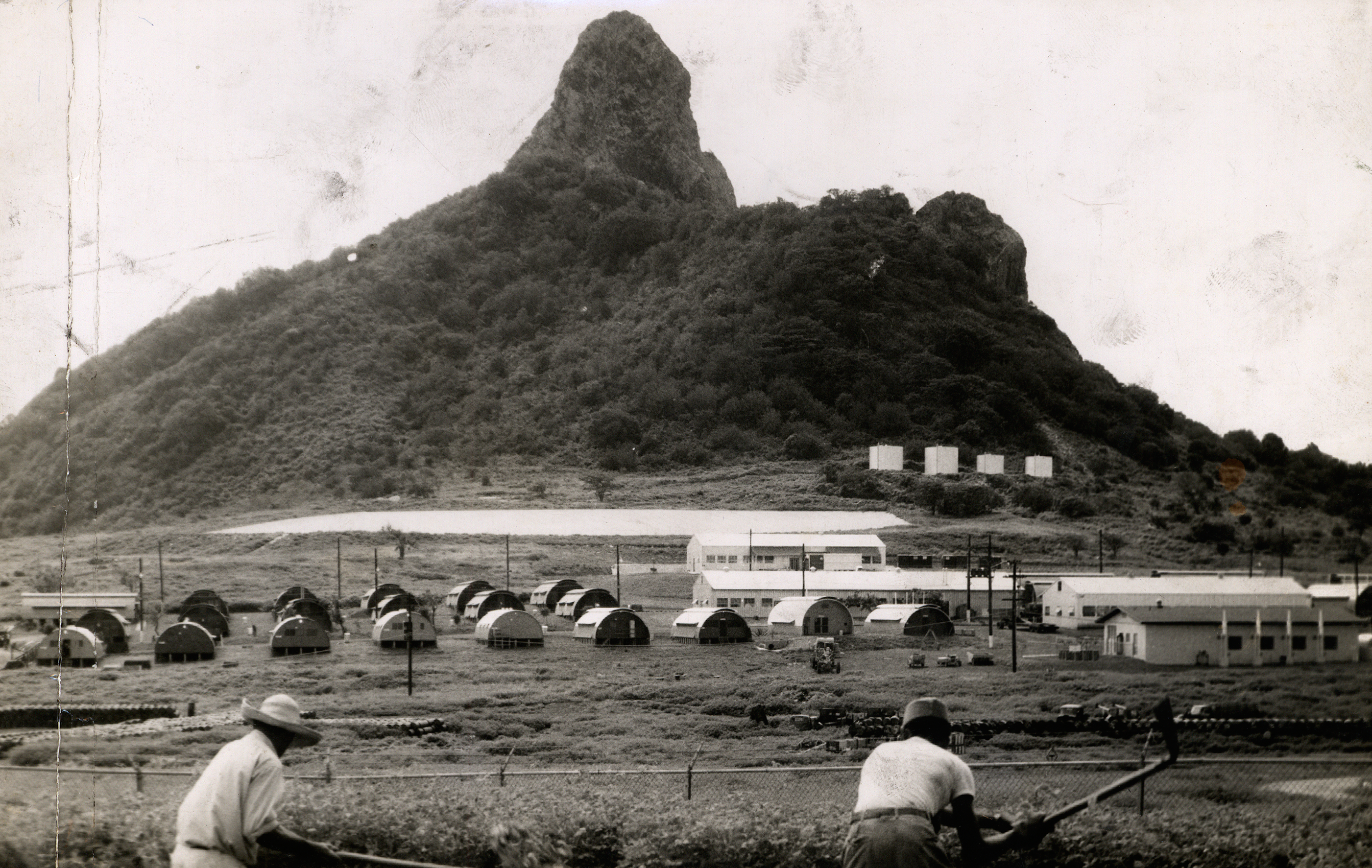
Base aérea estadounidense en Fernando de Noroña, 1959. Archivo Nacional del Brasil
Base aérea estadounidense en Fernando de Noroña, 1960. Archivo Nacional del Brasil